# Modus
Modus (plur. modi) eller måde er en verbal bøjningskategori, der udtrykker, om en handling er f.eks. fremstillende eller ønskende.
Dansk og de øvrige germanske sprog har følgende tre modi: indikativ, konjunktiv og imperativ. De romanske sprog har også konditionalis ("betingelsesmåde"), og klassisk græsk har optativ ("ønskemåde"); begge disse modi er i de germanske sprog omfattet af konjunktiv.
Visse sprog har endnu flere modi: de tyrkiske sprog og bulgarsk har en særlig narrativ ("beretningsmåde"), og finsk har potentialis ("mulighedsmåde").